# Hidroelektrana Grabovica
Hidroelektrana Grabovica är ett vattenkraftverk i Bosnien och Hercegovina.   Det ligger i entiteten Federationen Bosnien och Hercegovina, i den centrala delen av landet, 60 km sydväst om huvudstaden Sarajevo. Hidroelektrana Grabovica ligger 149 meter över havet.
Terrängen runt Hidroelektrana Grabovica är bergig åt sydväst, men åt nordost är den kuperad. Hidroelektrana Grabovica ligger nere i en dal.Runt Hidroelektrana Grabovica är det ganska tätbefolkat, med 93 invånare per kvadratkilometer.. Närmaste större samhälle är Jablanica, 8,8 km norr om Hidroelektrana Grabovica. 
I omgivningarna runt Hidroelektrana Grabovica växer i huvudsak blandskog.